# JUNQとIPOD
JUNQとIPODは、真核生物の細胞質に見られるタンパク質の封入体である。
パーキンソン病、アルツハイマー病、ハンチントン病などの疾患は神経変性疾患と総称され、タンパク質凝集やミスフォールドタンパク質の封入体への蓄積を伴う。かつてよりタンパク質の凝集は、ミスフォールドしたタンパク質がお互いに結合して封入体を形成するランダムな過程と考えられてきた。また、タンパク質の凝集体は毒性を持つ物質として、神経細胞の機能障害や細胞死を引き起こすものと考えられてきた。しかし近年、蛍光顕微鏡などの先端技術を用いた研究により、タンパク質凝集という現象は実際には厳密に制御されたプロセスであること、そして細胞は毒性タンパク質を封入体に隔離することで、自らを保護していることが明らかとなった。2008年、ダニエル・カガノヴィッチは、真核細胞はその巧妙に管理された細胞プロセスにより、ミスフォールドしたタンパク質を（以下に列挙する）2種類の封入体へ仕分けをしていることを示した。
1. JUNQ（JUxta Nuclear Quality control compartment、意味：核近傍品質管理コンパートメント）
2. IPOD（Insoluble Protein Deposit、意味：不溶性タンパク質保管所）

JUNQとIPODはともに進化的に保存されたコンパートメントであり、特定の細胞内部位に観察される。ミスフォールドし凝集した蛋白質がJUNQやIPODに輸送されるには、無傷の細胞骨格や、熱ショックタンパク質といった特定の細胞品質管理因子が必要となる。タンパク質の輸送先としてJUNQとIPODのどちらが選ばれるかは、ミスフォールドしたタンパク質が細胞内で受けるプロセシングの様式によって決定される（タンパク質がユビキチン化されるかどうか、など）。哺乳類細胞では、有毒なタンパク質凝集体をJUNQ及びIPODへ隔離することで、非対称分裂を通じて細胞の若返りが行われているのである。
従って、JUNQとIPODの発見は、「細胞がミスフォールドし凝集したタンパク質をいかに対処するのか」についての新しい知見をもたらし、また「タンパク質凝集がランダムに進むプロセスではなく、実はよく調節・制御された細胞プロセスである」ことの説得力のある証明を与えた。さらに、JUNQとIPODが発見されたことにより、細胞は品質管理を時間的に行なっているだけでなく（言い換えれば、壊れたタンパク質を時間依存的に除去するだけでなく）、ホメオスタシス機構を空間的に行なっていることも示唆された。つまり、タンパク質分解が行えないような状況に陥った場合、細胞は凝集タンパク質封入体を空間的に隔離することにより、ミスフォールドタンパク質から細胞内環境を保護しているのである。

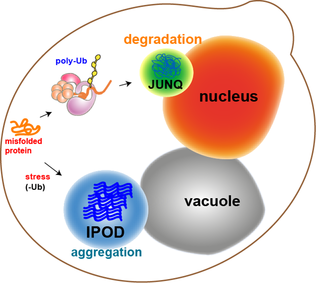
真核細胞はミスフォールドタンパク質をJUNQとIPODという2つの品質管理コンパートメントに分別する。タンパク質がどちらに輸送されるかは、そのタンパク質のユビキチン化状態により決定される。

## 背景
タンパク質が正常に機能するためには、ほとんどの場合、ネイティブ状態と呼ばれる低エネルギー3次元構造を維持していなければならない。タンパク質の安定性は、そのタンパク質の一生に渡って、厳密に調節されている。初めに、タンパク質はリボソームで合成され、その後、フォールディングや集合が起こる。そしてタンパク質は最終的に、細胞内環境により分解・除去される。タンパク質のホメオスタシス（プロテオスタシス）は、細胞内品質管理システムのさまざまな構成要素が（分子シャペロン、プロテアーゼ、その他の調節因子）協調して作動することによって達成される。つまり、細胞の生存可能性は、ミスフォールドタンパク質の「管理」をいかに効率的にタイミングよく行えるかに依存している。この「管理」とは、品質管理機構の一部であるシャペロンやE3リガーゼによるミスフォールドタンパク質の認識、ユビキチン付加、タンパク質分解といったプロセスを含む。
プロテオスタシスの崩れ（傷害、ストレス、変異、老化に起因する）は、神経変性疾患など多発するヒトの疾患の基盤となっていると言われる。これらの疾患は異なるタンパク質の変異（例えばハンチントン病の場合はハンチンチンというタンパク質）や異なる組織の損傷（ハンチントン病の場合は線条体）によって引き起こされるが、いずれの疾患も「封入体にミスフォールドタンパク質が蓄積する」という共通した特徴を持っている。この特徴から、封入体そのものがこれらの疾患の原因となっていると考えられてきた。しかし、このような細胞内に形成される封入体の性質や特徴は不明のままにあった。多くのタンパク質（プリオン、ERADの基質など）は、その種類によって異なる形態の封入体を形成することが報告されたものの（アグリソームやアミロイドなど）、これら観察された封入体がはたして同一の性質のものとして扱ってしまって良いものか、はまたま細胞内で同一の部位に蓄積しているのか、といった問題も未解決であった。さらには封入体の形成を導く経路がどういったものであるのか、そこでは細胞内のタンパク質品質管理機構がいかに関与しているのかについても不明であった。このため、タンパク質凝集や封入体形成を網羅的に理解するための系統的な解析が要請されていた。ここで、JUNQとIPODが発見されたことにより、細胞がどのように様々な種類のミスフォールドタンパク質を管理しているのかについて新しい知見がもたらされ、またタンパク質凝集に関する大きな謎を解決するための枠組みが明らかになったのである。

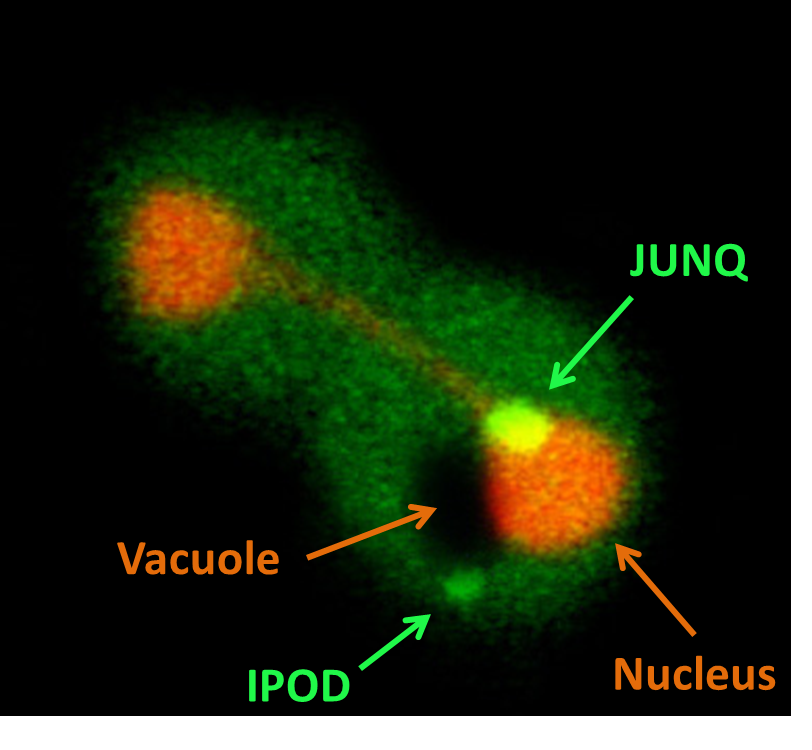
真核細胞はミスフォールドタンパク質をそのユビキチン化状態によって次の2つの品質管理コンパートメントに仕分けを行う。1. JUNQ（緑）は核（オレンジ）に連結している。2. IPOD（緑）は液胞（黒い影）に近接している。

## 発見
ミスフォールドタンパク質の運命や、凝集物封入体の形成を導く経路は、もともとウェスタンブロッティングなどの生化学的手法によって研究されていた。
しかし近年になって、タンパク質の品質管理や凝集のプロセスは「生細胞イメージング」と呼ばれる新しいアプローチにより深い理解が得られるようになった。
生細胞イメージングにより、タンパク質の本来の細胞内環境における時空間的動態をin vivoで監視することが可能になった。生細胞イメージングを用いれば、細胞内の現象やプロセスの動的性質について、より多くの情報が収集できるようになるのである。この手法は、観察が容易である蛍光タンパク質を興味のあるタンパク質に融合し、蛍光顕微鏡を用いて細胞内の観察する技術を応用したものである。つまり、細胞に適当なストレス（薬剤添加やミスフォールドタンパク質の発現など）を加えて、蛍光タグが付加された目的のタンパク質が有する（下記のような）様々な性質を経時的顕微鏡検査法により解析できる。
1. 蛍光レベルの変化は、発現レベルの変化を示す。（蛍光レベルの上昇＝タンパク質の発現量上昇）
2. 局在の変化（細胞質から細胞核へのタンパク質の移行など）
3. 可溶性（FRAP（蛍光退色後回復）により評価[11]）
4. 細胞内環境との相互作用（FLIP（光退色中蛍光消失）により評価[11]）

細胞質にあるミスフォールドタンパク質の運命をin vivoで監視するために、GFPを付加したフォールディングレポーターを有するプラスミドのクローニングが行われた。このフォールディングレポーターはSUMO結合酵素Ubc9の変異体（UBC9ts）であり、凝集能を有するモデルタンパク質として用いられる。この変異体にはY68Lというミスセンス変異があり、温度感受性（ts）の表現型を発現する。この半安定的なUbc9tsは、生理許容条件25℃においては、細胞内シャペロンの活性により、完全な機能性を有する。このGFP-Ubc9tsは、酵母に導入された後、蛍光顕微鏡で可視化された。
フォールディングセンサーであるGFP-Ubc9tsをモニタリングすることで、細胞のプロテオスタシスの本性、すなわちつタンパク質品質管理機構がストレスに対してどのように対処しているのかについて解析できるようになると期待された。実際に実験を行なってみたところ、まず通常条件化ではGFP-Ubc9tsは細胞核・細胞質の中で拡散している様子が観察された。次に、熱ショックを加えてみたところ、GFP-Ubc9tsは細胞質で点状の構造体を形成したのである。そればかりか、プロテアソームを機能不全化してミスフォールドタンパク質の分解系による除去を阻害したところ、驚くべきことに細胞質内には2種類の封入体が形成され、その様子が観察されたのである。（細胞分画やウェスタンブロッティングといった）標準的・伝統的な生化学的手法では、細胞質でこのような2種類の凝集体への分配されるといった現象は発見できなかったであろう。
この観察された2つの封入体は、「進化的に保存された」品質管理コンパートメントであり、2つは互いに異なる特徴と機能を有することが示された。この2つは、JUNQ（JUxta Nuclear Quality control compartment、核近傍品質管理コンパートメント）、IPOD（Insoluble Protein Deposit、不溶性タンパク質保管所）と命名された。これら2つの封入体は、易凝集性・潜在的毒性のタンパク質の隔離と管理を司る、2つの互いに異なる細胞内経路であることが明らかとなった。
品質管理システムの基質（ミスフォールドタンパク質など）がどちらのコンパートメントに輸送されるかは、その基質タンパク質のユビキチン化状態と凝集状態（可溶性）に依存している。つまり、ユビキチン化されたタンパク質はJUNQに送り込まれる。JUNQではプロテアソームによる分解のためのプロセシングを受ける。ユビキチン化されておらず最終的に凝集してしまうミスフォールドタンパク質は、IPODに送り込まれ、細胞内環境から隔離される。
従って、ミスフォールドタンパク質の細胞内局在（JUNQにあるかIPODにあるか）を知ることによって、そのタンパク質がどのように（E3リガーゼのような）タンパク質品質管理機構と相互作用しているのかに関する情報を得ることができるのである。

## JUNQ
JUNQは、JUxta Nuclear Quality control compartment、つまり核の近傍に見られる品質管理コンパートメントを意味する。

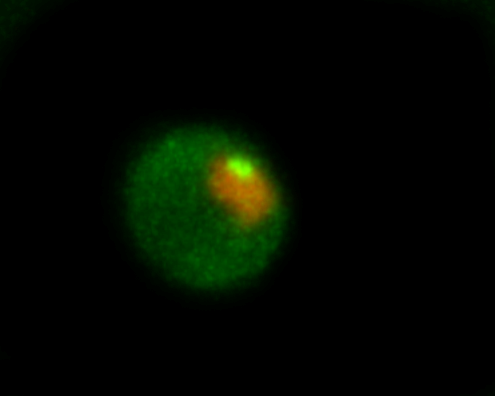
ユビキチン化されたVHLタンパク質（緑）により可視化されたJUNQ。細胞核（オレンジ）に連結しているのが分かる。

### 意義
細胞のホメオスタシスを維持するためには、細胞が持つ品質管理システムが、適切にフォールドされたタンパク質とミスフォールドしたタンパク質を正しく識別する必要がある。タンパク質がミスフォールドすると、即座に認識され、リフォールディングもしくはユビキチン・プロテアソーム分解により厳密な取り扱いを受ける。
しかし、細胞内でミスフォールドタンパク質の存在量が様々なストレス（熱ショックなど）により上昇すると、品質管理機構が処理できるタンパク質の上限を超えてしまい、品質管理機構の飽和を引き起こす。このような場合には、ミスフォールドタンパク質の分解はもはや不可能になり、細胞の防御システムの「二次防衛ライン」が動き出すことになる。すなわち、ミスフォールドタンパク質の特定の細胞内部位への輸送である。
JUNQは、このようなミスフォールドタンパク質の隔離先の場所のひとつとしての役割を持つ。実験結果によれば、プロテアソームが（プロテアソーム構成サブユニットの一つであるRPN11の発現量低減などにより）機能不全に陥った時、ユビキチン化されたミスフォールドタンパク質はJUNQに送り込まれる。ストレス条件から回復した時には（許容温度における熱ショックからの回復など）、JUNQに蓄積していたミスフォールドタンパク質は、細胞内のシャペロン機構によりリフォールディングを受けるか、もしくは26Sプロテアソームによる分解を受けることが判明している。このことから、タンパク質へのJUNQへの隔離は、可逆的な過程であることが分かる。

### 性質
JUNQは膜に覆われていない細胞内部位である。細胞核の縁に位置し、小胞体のすぐ近くに存在する。光退色後蛍光回復測定（FRAP）および光退色中蛍光消失測定（FLIP）により、JUNQにあるタンパク質が可溶性であり、またサイトゾルとの間で行き来をしていることが明らかとなった。これにより、JUNQが動的な構造を持っていることが示唆された。
JUNQへの輸送は、分子シャペロンやコシャペロンに依存している他、アクチン細胞骨格にも依存している。ミスフォールドタンパク質は、ユビキチン化を受けていなければJUNQに送り込まれることはできない。もしユビキチン化反応が阻害された場合、ミスフォールドタンパク質はもうひとつの封入体IPODの方へと送られる。ミスフォールドタンパク質が蓄積すると、26SプロテアソームがJUNQへと召集される。

## IPOD
IPODは、Insoluble Protein Deposit、つまり不溶性タンパク質の保管場所を意味する。

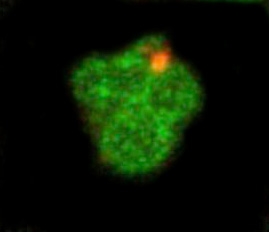
非ユビキチン化VHL（赤）により可視化された封入体IPOD。液胞（緑）に連結しているのが分かる。

### 意義
プロテオスタシスを維持する細胞の能力は老化とともに衰退し、神経変性疾患の発症に繋がるという知見が、近年ますます有力視されるようになってきた。このような神経変性疾患（ハンチントン病など）では、変異の入ったタンパク質がミスフォールディングを起こし、（細胞質のタンパク質を変性させるなど様々な経路により）細胞内環境に対して毒性を呈すようになる。これら毒性を有するタンパク質種を分解できない時、細胞はこの危険なタンパク質を隔離させ、プロテオームと相互作用が起きることを食い止めなければならない。これを担うコンパートメントがIPODで、危険なアミロイド形成性タンパク質の隔離先として、保護的な品質管理コンパートメントとしての役割を担っていることが示された。
また、スーザン・リンドキストのグループは、酵母プリオンの成熟化が行われる場所が、このIPODであることを示唆する研究結果を発表している。従って、IPODは単なる隔離場所としてだけでなく、ひょっとすると機能性のコンパートメントとしての役割も担っているのではないかとも言われている。

### 性質
IPODは膜に覆われていない細胞内部位である。酵母では液胞の近傍に局在する。FRAPやFLIPの結果によれば、IPOD内にあるタンパク質はきつくパッキングされ、サイトゾルとの行き来も行なっていないことが分かっている。アミロイド形成性タンパク質（ハンチンチンタンパク質など）はIPODに輸送される基質である。
ミスフォールドタンパク質は非ユビキチン化状態でなければIPODに送り込まれることはできない。もともとIPODに輸送されるはずの基質（酵母プリオンタンパク質Rnq1など）をユビキチン化すると、基質はもうひとつの封入体であるJUNQへと送り込まれるようになる。
ミスフォールドタンパク質が蓄積すると、脱凝集シャペロンであるAAAタンパク質のHsp104がIPODに局在するようになる。ただし、Hsp104がIPODで何か機能を行なっているのか、それともIPODに送りこまれる基質に単にHsp104が引っかかっているだけなのかは分かっていない。
前オートファゴソーム構造体（pre-autophagosomal structure; PAS）がIPODの近傍に局在する。しかし、IPODの基質が液胞に輸送されるのかどうかは分かっておらず、従ってIPODとオートファジーとの関係も未解明のままにある。